# Селин, Владимир Викторович
Владимир Викторович Селин (род. 1 января 1955, Воронежская область) — российский государственный деятель, директор Федеральной службы по техническому и экспортному контролю (ФСТЭК России). Действительный государственный советник Российской Федерации 1 класса (2011). Лауреат премии Правительства Российской Федерации в области науки и техники.
С 25 февраля 2023 года находится под санкциями всех стран Евросоюза за поддержку российской войны и агрессии против Украины.

## Биография
В 1977 году окончил Военную академию имени Ф. Э. Дзержинского (ныне Военная академия Ракетных войск стратегического назначения им. Петра Великого).
С 1977 года по 2004 год находился на военной службе в Министерстве обороны СССР, Государственной технической комиссии СССР, Государственной технической комиссии при Президенте РФ, Федеральной службе по техническому и экспортному контролю.
С 2001 года по настоящее время является членом Экспертного совета Комитета Государственной Думы по безопасности, позже Комитета Государственной Думы по безопасности и противодействию коррупции.
В 2004 году стал начальником управления Федеральной службы по техническому и экспортному контролю, с 2009 года по 2011 год являлся первым заместителем директора службы, а с 2011 года по настоящее время директором ФСТЭК России.
Член Коллегии Министерства обороны Российской Федерации.

## Награды
- Орден Почёта
- Орден Дружбы
- Медаль ордена «За заслуги перед Отечеством» II степени
- Премия Правительства Российской Федерации в области науки и техники